# Revolutionsplatz (Bukarest)
Piața Revoluției (Platz der Revolution) ist ein Platz im Zentrum der rumänischen Hauptstadt Bukarest. Er liegt an der Calea Victoriei. Bis 1989 hieß er Piața Palatului („Palastplatz“) und war nach dem königlichen Palast benannt, in dem heute das nationale Kunstmuseum untergebracht ist. Die Neubenennung erfolgte nach der Rumänischen Revolution im Dezember 1989. Neben dem früheren Königspalast beherbergt der Platz auch das Athenäum, das Hotel Athénée Palace Hilton, die Bibliothek der Universität Bukarest und das „Denkmal der Wiedergeburt“, eine 25 Meter hohe Marmorpyramide mit einer metallenen „Krone“.
Historische Bedeutung erhielt der Platz im August 1968 und im Dezember 1989. In der Rede Ceaușescus am 21. August 1968 verurteilte der rumänische Staatschef Nicolae Ceaușescu auf dem damaligen Palastplatz mit scharfen Worten den am 20. August begonnenen Einmarsch der Warschauer-Pakt-Staaten in die ČSSR. Diese Rede wurde zum Höhepunkt seiner politischen Karriere. Zum Tiefpunkt wurde seine letzte Rede, die er auf dem Palastplatz am 21. Dezember 1989 hielt. Tags darauf flüchteten Ceaușescu und seine Frau auf dem Dach des damaligen Zentralkomitees der Kommunistischen Partei Rumäniens per Helikopter aus der Hauptstadt und wurden am 25. Dezember hingerichtet. Das ehemalige Zentralkomitee ist seit 2006 Sitz des rumänischen Innenministeriums.

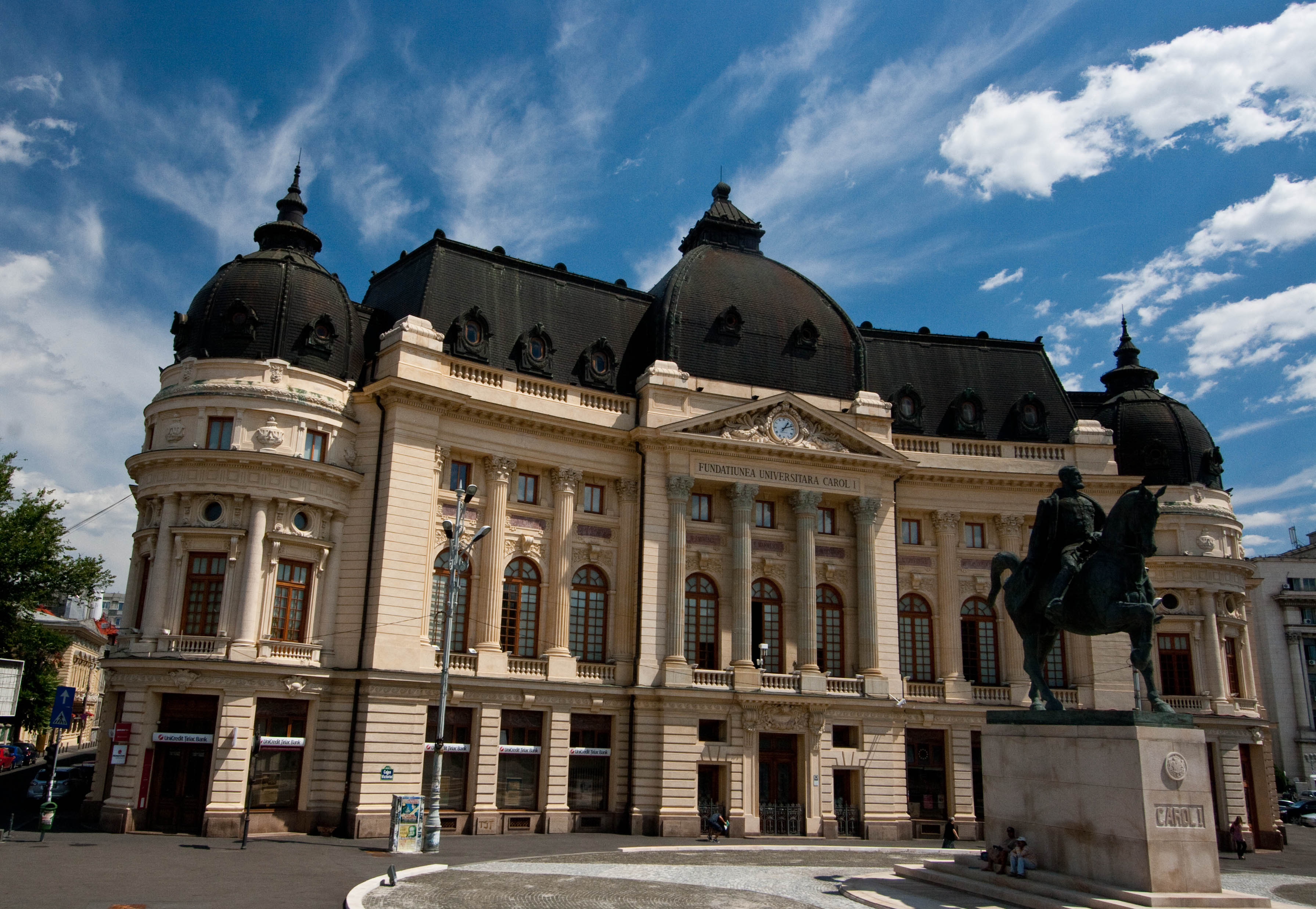
Bibliothek der Universität Bukarest
Nationales Kunstmuseum
Statue von König Karl I.
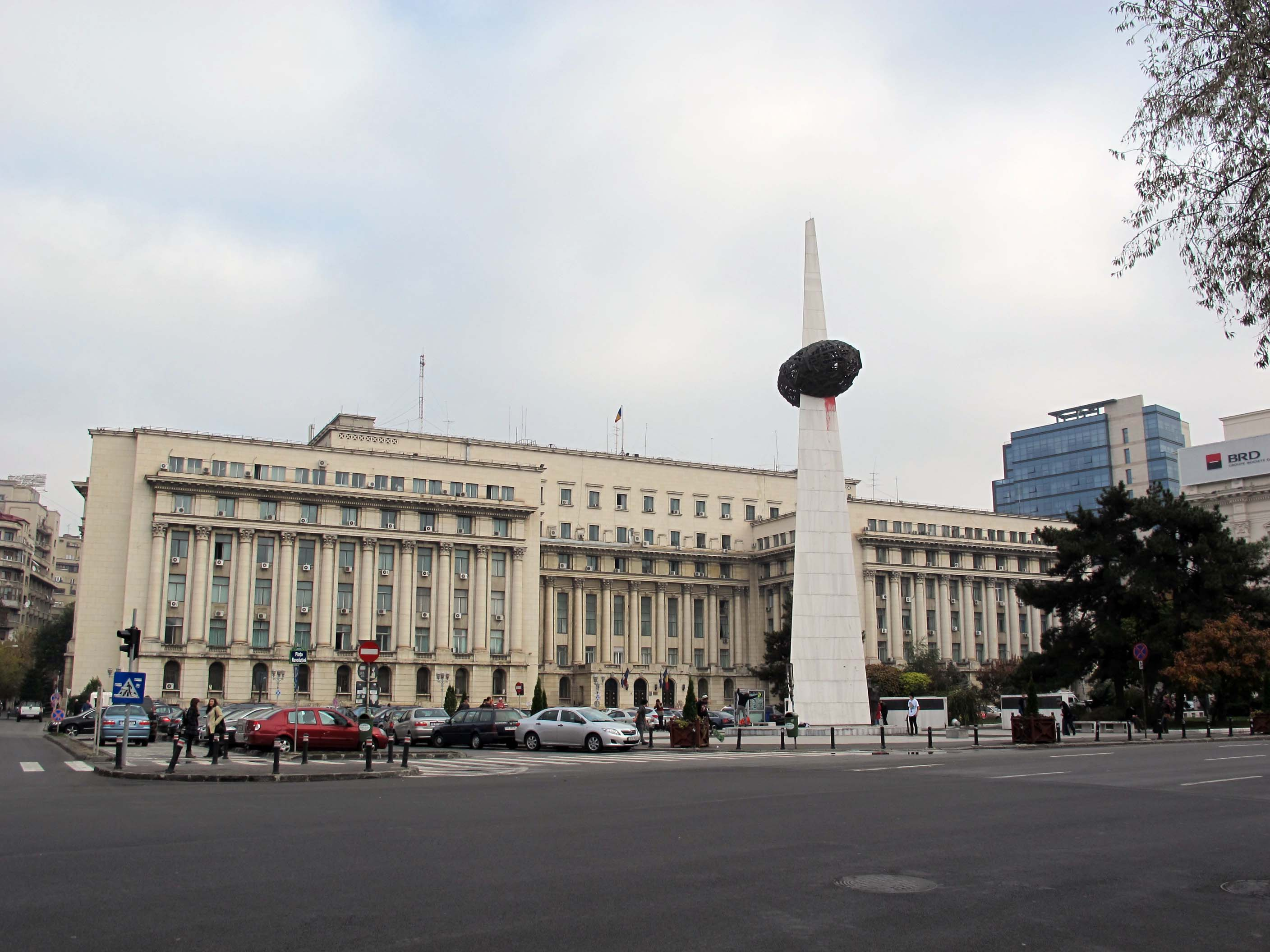
„Denkmal der Wiedergeburt“ vor dem Innenministerium
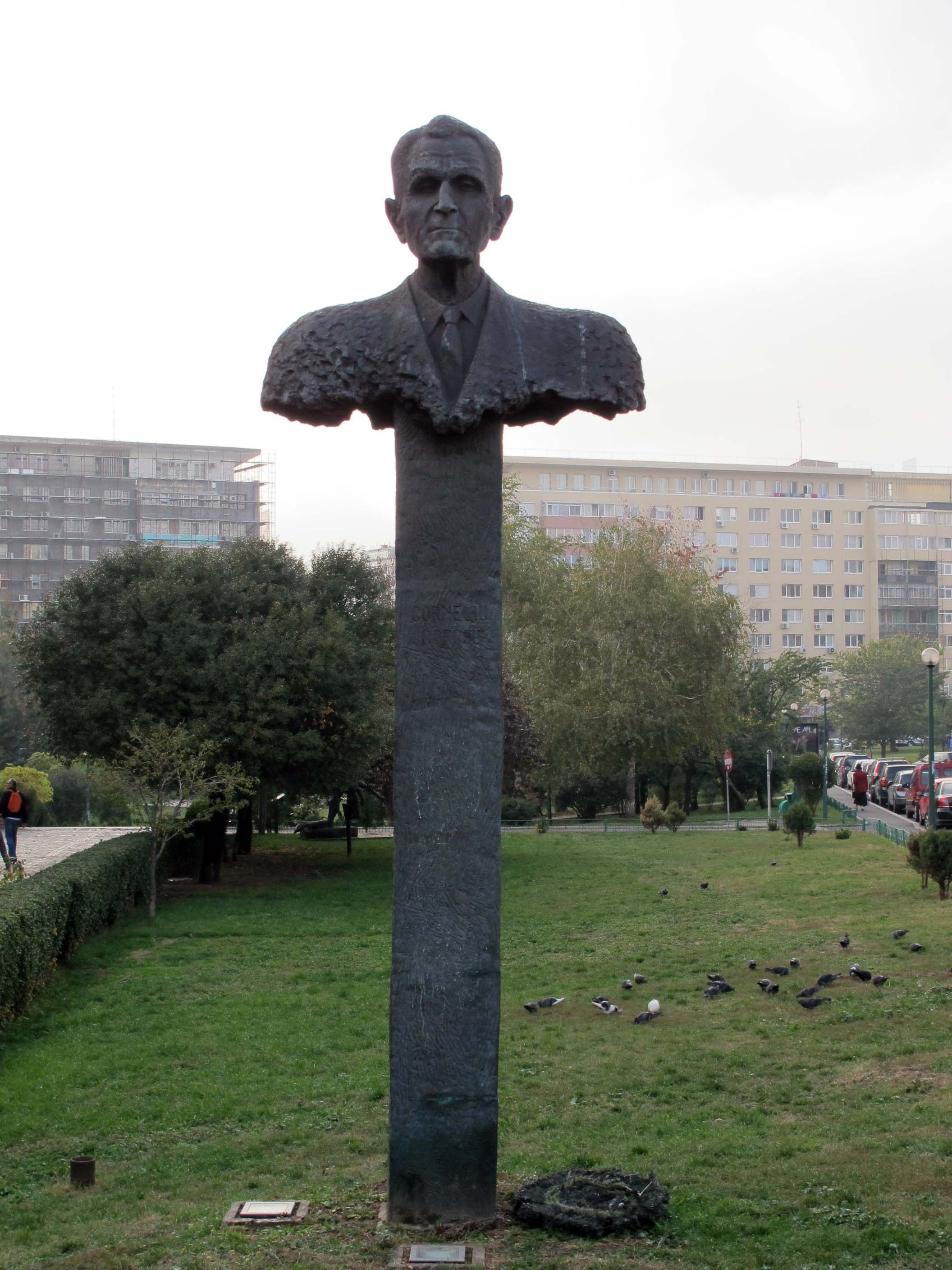
Denkmal für Corneliu Coposu
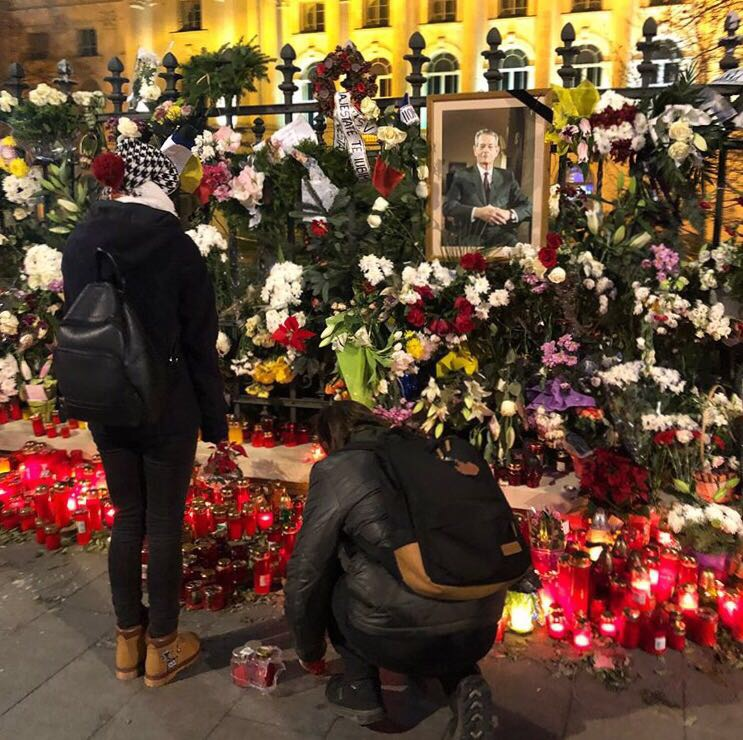
Trauerfeierlichkeiten für König Michael I.